# Боратин (Дубенський район)
Бора́тин — село в Україні, у Крупецькій сільській громаді Дубенського району Рівненської області. Населення становить 464 осіб. До 2015 — адміністративний центр Боратинської сільської ради, у підпорядкуванні якої перебували села Гоноратка й Довгалівка.

## Географія
Село розташоване на лівому березі річки Пляшівки. Відео з околиць села.

## Історія
У 1906 році село Теслугівської волості Дубенського повіту Волинської губернії. Відстань від повітового міста 35 верст, від волості 4. Дворів 83, мешканців 570.
7 (20) листопада 1917 року, відповідно до Третього Універсалу Української Центральної Ради, увійшло до складу Української Народної Республіки.
12 червня 2020 року, відповідно до розпорядження Кабінету Міністрів України № 722-р від «Про визначення адміністративних центрів та затвердження територій територіальних громад Рівненської області», увійшло до складу Крупецької сільської громади Радивилівського району..
19 липня 2020 року, в результаті адміністративно-територіальної реформи та ліквідації Радивилівського району, село увійшло до складу Дубенського району.
Діють релігійні громади Свято-Миколаївської парафії Української Православної Церкви Київського Патріархату та Помісної Церкви Християн Віри Євангельської п'ятидесятників.

## Відомі люди
- Петро Дідик (1960—2015) — український футболіст, тренер та футбольний функціонер .